# Bezirk Gänserndorf
Der Bezirk Gänserndorf ist ein Verwaltungsbezirk des Landes Niederösterreich.
Sitz der Bezirkshauptmannschaft ist Gänserndorf, Außenstellen befinden sich in Groß-Enzersdorf und Zistersdorf.

## Geschichte
Der ursprünglich Unter-Gänserndorf genannte Bezirk entstand 1901 aus den Gerichtsbezirken Matzen und Marchegg (vorher Bezirk Floridsdorf) und Zistersdorf (vorher Bezirk Mistelbach). Bei der Bildung von Groß-Wien wurde der Bezirk um Gemeinden des dabei aufgelösten Bezirks Floridsdorf-Umgebung vergrößert.
1957 wurde er noch einmal um Randgemeinden zu Wien (insbesondere die Stadt Groß-Enzersdorf) vergrößert, die nach der Auflösung Groß-Wiens wieder zu Niederösterreich gekommen waren und zwischenzeitlich zum Bezirk Wien-Umgebung gehört hatten.
Im Zuge der Auflösung des Bezirks Wien-Umgebung mit 31. Dezember 2016 war vorgesehen, die Stadt Gerasdorf bei Wien dem Bezirk Gänserndorf zuzuschlagen, dies wurde allerdings bei einer von der Stadt organisierten Online-Bürgerbefragung abgelehnt. Mit der Änderung der ursprünglich vorgesehenen Grenzziehungen wurde dieses Ergebnis vom Landtag nachvollzogen.

## Geografie
Der Bezirk liegt östlich von Wien an der slowakischen Grenze und umfasst 1.271,41 km². Er bildet den östlichen Teil des Weinviertels und ist auch in der Raumplanung der Hauptregion Weinviertel zugeordnet. Einen großen Teil der Bezirksfläche macht das Marchfeld aus, das vollständig im Bezirk liegt. Die Landschaft ist überwiegend flach, Hügel sind vor allem nördlich von Gänserndorf zu finden. Ein weiteres Landschaftselement sind die Auen der Donau und der March, die den Bezirk im Süden und im Osten begrenzen. An seiner nordöstlichen Ecke grenzt der Bezirk auch an Tschechien.

### Nachbarbezirke
| Bezirk Mistelbach                                   |                                             | Lanžhot (Cz)                          |
| Bezirk Korneuburg, Gemeindebezirk Donaustadt (Wien) | Kompassrose, die auf Nachbargemeinden zeigt | Bratislavský kraj, Trnavský kraj (Sk) |
|                                                     | Bezirk Bruck an der Leitha                  |                                       |

## Angehörige Gemeinden
Zum Bezirk Gänserndorf gehören 44 Gemeinden, darunter 6 Städte und 26 Marktgemeinden.

Gemeinden des Bezirks Gänserndorf

Regionen sind Kleinregionen in Niederösterreich
| Gemeinde                   | Lage | Ew     | km²   | Ew / km² | Gerichtsbezirk | Region                     | Typ             | Foto | Metadaten         |
| -------------------------- | ---- | ------ | ----- | -------- | -------------- | -------------------------- | --------------- | ---- | ----------------- |
| Aderklaa                   |      | 236    | 8,63  | 27       | Gänserndorf    | Region Marchfeld           | Gemeinde        | nein | Gem.Kennz.: 30801 |
| Andlersdorf                |      | 159    | 5,90  | 27       | Gänserndorf    | Region Marchfeld           | Gemeinde        | nein | Gem.Kennz.: 30802 |
| Angern an der March        |      | 3.526  | 38,17 | 92       | Gänserndorf    | -                          | Markt- gemeinde | nein | Gem.Kennz.: 30803 |
| Auersthal                  |      | 2.020  | 15,18 | 133      | Gänserndorf    | Südliches Weinviertel      | Markt- gemeinde | nein | Gem.Kennz.: 30804 |
| Bad Pirawarth              |      | 1.743  | 25,44 | 69       | Gänserndorf    | Südliches Weinviertel      | Markt- gemeinde | nein | Gem.Kennz.: 30805 |
| Deutsch-Wagram             |      | 9.257  | 30,61 | 302      | Gänserndorf    | Region Marchfeld           | Stadt- gemeinde | nein | Gem.Kennz.: 30808 |
| Drösing                    |      | 1.119  | 29,51 | 38       | Gänserndorf    | RV March-Thaya-Auen        | Markt- gemeinde | nein | Gem.Kennz.: 30810 |
| Dürnkrut                   |      | 2.224  | 30,39 | 73       | Gänserndorf    | RV March-Thaya-Auen        | Markt- gemeinde | nein | Gem.Kennz.: 30811 |
| Ebenthal                   |      | 883    | 18,14 | 49       | Gänserndorf    | Südliches Weinviertel      | Markt- gemeinde | nein | Gem.Kennz.: 30812 |
| Eckartsau                  |      | 1.370  | 48,98 | 28       | Gänserndorf    | Region Marchfeld           | Markt- gemeinde | nein | Gem.Kennz.: 30813 |
| Engelhartstetten           |      | 2.208  | 65,66 | 34       | Gänserndorf    | Region Marchfeld           | Markt- gemeinde | nein | Gem.Kennz.: 30814 |
| Gänserndorf                |      | 12.285 | 30,56 | 402      | Gänserndorf    | Region Marchfeld           | Stadt- gemeinde | nein | Gem.Kennz.: 30817 |
| Glinzendorf                |      | 360    | 10,43 | 35       | Gänserndorf    | Region Marchfeld           | Gemeinde        | nein | Gem.Kennz.: 30819 |
| Groß-Enzersdorf            |      | 12.088 | 83,91 | 144      | Gänserndorf    | Region Marchfeld           | Stadt- gemeinde | nein | Gem.Kennz.: 30821 |
| Groß-Schweinbarth          |      | 1.387  | 24,96 | 56       | Gänserndorf    | Südliches Weinviertel      | Markt- gemeinde | nein | Gem.Kennz.: 30824 |
| Großhofen                  |      | 100    | 6,18  | 16       | Gänserndorf    | Region Marchfeld           | Gemeinde        | nein | Gem.Kennz.: 30822 |
| Haringsee                  |      | 1.159  | 27,11 | 43       | Gänserndorf    | Region Marchfeld           | Gemeinde        | nein | Gem.Kennz.: 30825 |
| Hauskirchen                |      | 1.278  | 22,02 | 58       | Gänserndorf    | Region Marchfeld           | Gemeinde        | nein | Gem.Kennz.: 30826 |
| Hohenau an der March       |      | 2.746  | 23,43 | 117      | Gänserndorf    | RV March-Thaya-Auen        | Markt- gemeinde | nein | Gem.Kennz.: 30827 |
| Hohenruppersdorf           |      | 962    | 21,37 | 45       | Gänserndorf    | Südliches Weinviertel      | Markt- gemeinde | nein | Gem.Kennz.: 30828 |
| Jedenspeigen               |      | 1.112  | 23,22 | 48       | Gänserndorf    | RV March-Thaya-Auen        | Markt- gemeinde | nein | Gem.Kennz.: 30829 |
| Lassee                     |      | 3.010  | 55,63 | 54       | Gänserndorf    | RV March-Thaya-Auen        | Markt- gemeinde | nein | Gem.Kennz.: 30830 |
| Leopoldsdorf im Marchfeld  |      | 3.027  | 28,95 | 105      | Gänserndorf    | RV March-Thaya-Auen        | Markt- gemeinde | nein | Gem.Kennz.: 30831 |
| Mannsdorf an der Donau     |      | 341    | 10,31 | 33       | Gänserndorf    | Region Marchfeld           | Gemeinde        | nein | Gem.Kennz.: 30834 |
| Marchegg                   |      | 3.113  | 45,52 | 68       | Gänserndorf    | Region Marchfeld           | Stadt- gemeinde | nein | Gem.Kennz.: 30835 |
| Markgrafneusiedl           |      | 921    | 19,82 | 46       | Gänserndorf    | Region Marchfeld           | Gemeinde        | nein | Gem.Kennz.: 30836 |
| Matzen-Raggendorf          |      | 3.006  | 35,59 | 84       | Gänserndorf    | Südliches Weinviertel      | Markt- gemeinde | nein | Gem.Kennz.: 30838 |
| Neusiedl an der Zaya       |      | 1.207  | 17,60 | 69       | Gänserndorf    | Weinviertler Dreiländereck | Markt- gemeinde | nein | Gem.Kennz.: 30841 |
| Obersiebenbrunn            |      | 1.753  | 26,93 | 65       | Gänserndorf    | Region Marchfeld           | Markt- gemeinde | nein | Gem.Kennz.: 30842 |
| Orth an der Donau          |      | 2.235  | 33,42 | 67       | Gänserndorf    | Region Marchfeld           | Markt- gemeinde | nein | Gem.Kennz.: 30844 |
| Palterndorf-Dobermannsdorf |      | 1.331  | 18,66 | 71       | Gänserndorf    | -                          | Markt- gemeinde | nein | Gem.Kennz.: 30845 |
| Parbasdorf                 |      | 177    | 10,23 | 17       | Gänserndorf    | Region Marchfeld           | Gemeinde        | nein | Gem.Kennz.: 30846 |
| Prottes                    |      | 1.443  | 13,74 | 105      | Gänserndorf    | Südliches Weinviertel      | Markt- gemeinde | nein | Gem.Kennz.: 30848 |
| Raasdorf                   |      | 725    | 13,21 | 55       | Gänserndorf    | Region Marchfeld           | Gemeinde        | nein | Gem.Kennz.: 30849 |
| Ringelsdorf-Niederabsdorf  |      | 1.286  | 32,47 | 40       | Gänserndorf    | RV March-Thaya-Auen        | Markt- gemeinde | nein | Gem.Kennz.: 30850 |
| Schönkirchen-Reyersdorf    |      | 2.020  | 17,89 | 113      | Gänserndorf    | Südliches Weinviertel      | Markt- gemeinde | nein | Gem.Kennz.: 30852 |
| Spannberg                  |      | 984    | 19,60 | 50       | Gänserndorf    | Südliches Weinviertel      | Markt- gemeinde | nein | Gem.Kennz.: 30854 |
| Strasshof an der Nordbahn  |      | 12.202 | 11,64 | 1048     | Gänserndorf    | Region Marchfeld           | Stadt- gemeinde | nein | Gem.Kennz.: 30856 |
| Sulz im Weinviertel        |      | 1.257  | 31,37 | 40       | Gänserndorf    | Südliches Weinviertel      | Markt- gemeinde | nein | Gem.Kennz.: 30857 |
| Untersiebenbrunn           |      | 1.795  | 30,49 | 59       | Gänserndorf    | Region Marchfeld           | Gemeinde        | nein | Gem.Kennz.: 30858 |
| Velm-Götzendorf            |      | 785    | 17,74 | 44       | Gänserndorf    | Südliches Weinviertel      | Gemeinde        | nein | Gem.Kennz.: 30859 |
| Weiden an der March        |      | 997    | 55,78 | 18       | Gänserndorf    | Region Marchfeld           | Gemeinde        | nein | Gem.Kennz.: 30865 |
| Weikendorf                 |      | 2.068  | 46,30 | 45       | Gänserndorf    | Region Marchfeld           | Markt- gemeinde | nein | Gem.Kennz.: 30860 |
| Zistersdorf                |      | 5.487  | 88,69 | 62       | Gänserndorf    | Südliches Weinviertel      | Stadt- gemeinde | nein | Gem.Kennz.: 30863 |

### Gemeindeänderungen seit 1945
| Änderungsdatum            | alte Gemeinde(n)                                                                                         | neue Gemeinde(n) |
| ------------------------- | --- | --- |
| 1. Jänner 1957            | aus dem Bezirk Wien-Umgebung eingegliedert                                                               | Andlersdorf, Franzensdorf, Glinzendorf, Groß-Enzersdorf, Großhofen, Mannsdorf an der Donau, Mühlleiten, Oberhausen, Probstdorf, Raasdorf, Rutzendorf, Schönau an der Donau, Wittau |
| 1. Jänner 1965            | Stillfried, Grub an der March                                                                            | Stillfried-Grub an der March |
| 1. Jänner 1967            | Kollnbrunn, Markt Pirawarth                                                                              | Bad Pirawarth |
| 1. Jänner 1967            | Götzendorf, Velm                                                                                         | Velm-Götzendorf |
| 1. Jänner 1968            | Angern an der March, Ollersdorf                                                                          | Angern an der March |
| 1. Jänner 1970            | Neusiedl an der Zaya, Sankt Ulrich                                                                       | Neusiedl an der Zaya |
| 1. Jänner 1971            | Drösing, Waltersdorf an der March                                                                        | Drösing |
| 1. Jänner 1971            | Dürnkrut, Waidendorf                                                                                     | Dürnkrut |
| 1. Jänner 1971            | Eckartsau, Kopfstetten, Pframa, Wagram an der Donau, Witzelsdorf                                         | Eckartsau |
| 1. Jänner 1971            | Engelhartstetten, Groißenbrunn, Loimersdorf, Stopfenreuth                                                | Engelhartstetten |
| 1. Jänner 1971            | Groß-Enzersdorf, Oberhausen, Rutzendorf                                                                  | Groß-Enzersdorf |
| 1. Jänner 1971            | Haringsee, Fuchsenbigl, Straudorf                                                                        | Haringsee |
| 1. Jänner 1971            | Hauskirchen, Prinzendorf an der Zaya, Rannersdorf an der Zaya                                            | Hauskirchen |
| 1. Jänner 1971            | Lassee, Schönfeld im Marchfeld                                                                           | Lassee |
| 1. Jänner 1971            | Leopoldsdorf im Marchfeld, Breitstetten                                                                  | Leopoldsdorf im Marchfeld |
| 1. Jänner 1971            | Marchegg, Breitensee                                                                                     | Marchegg |
| 1. Jänner 1971            | Kleinharras, Matzen, Raggendorf                                                                          | Matzen-Raggendorf |
| 1. Jänner 1971            | Niederabsdorf, Ringelsdorf                                                                               | Ringelsdorf-Niederabsdorf |
| 1. Jänner 1971            | Reyersdorf, Schönkirchen                                                                                 | Schönkirchen-Reyersdorf |
| 1. Jänner 1971            | Niedersulz, Obersulz                                                                                     | Sulz im Weinviertel |
| 1. Jänner 1971            | Weikendorf, Dörfles, Stripfing, Tallesbrunn                                                              | Weikendorf |
| 1. Jänner 1971            | Zistersdorf, Eichhorn                                                                                    | Zistersdorf |
| 1. Jänner 1972            | Angern an der March, Mannersdorf an der March, Stillfried-Grub an der March                              | Angern an der March |
| 1. Jänner 1972            | Engelhartstetten, Markthof                                                                               | Engelhartstetten |
| 1. Jänner 1972            | Groß-Enzersdorf, Franzensdorf, Mühlleiten, Probstdorf, Schönau an der Donau, Wittau                      | Groß-Enzersdorf |
| 1. Jänner 1972            | Jedenspeigen, Sierndorf an der March                                                                     | Jedenspeigen |
| 1. Jänner 1972            | Dobermannsdorf, Palterndorf                                                                              | Palterndorf-Dobermannsdorf |
| 1. Jänner 1972            | Spannberg, Velm-Götzendorf                                                                               | Spannberg |
| 1. Jänner 1972            | Sulz im Weinviertel, Erdpreß                                                                             | Sulz im Weinviertel |
| 1. Jänner 1972            | Zistersdorf, Blumenthal, Gaiselberg, Gösting, Großinzersdorf, Loidesthal, Maustrenk, Windisch Baumgarten | Zistersdorf |
| 1. Jänner 1975            | Baumgarten an der March, Oberweiden, Zwerndorf                                                           | Weiden an der March |
| 1. Jänner 1990            | Spannberg                                                                                                | Spannberg, Velm-Götzendorf |
| Quelle: Statistik Austria | | |